# Клямар Олексій Володимирович
Олексій Володимирович Клямар (нар. 11 квітня 1987) — український волейболіст, догравальник, гравець збірної України та французького клубу «Канни» (AS Cannes).

## Життєпис
Народився 11 квітня 1987 року в родині медпрацівників.
Навчався в Сумському державному університеті.
Виступав в українських клубах «Закарпаття», «Імпексагро Спорт» (Черкаси, 2008—2010) та «Кримсода» (2010—2012; був капітаном команди), у білоруському БАТЕ (2012—2013), французькому «ASON-Orange Nassau» (2014—2015), румунському клубі «Крайова» (2015—2016).
Декілька років захищав барви французького клубу «Туркуен» (Tourcoing Lille Metropole), у сезоні 2018—2019 його одноклубником був Максим Дрозд. Улітку 2019 року перейшов до французького клубу «Канни», у сезоні 2020—2021 став капітаном команди.

### Досягнення

#### Клубні
- чемпіон Франції: 2021[9][10]

### Сім'я
Дружина — Ольга (Коцурова), гандболістка, майстер спорту.